# 34 Budziszyński Pułk Piechoty
34 Budziszyński pułk piechoty (34 pp) – oddział piechoty ludowego Wojska Polskiego.

## Formowanie
Na podstawie rozkazu nr 7 dowódcy 2 Armii WP z 13 września 1944 23 pułk piechoty został przemianowany na 34 pułk piechoty. W tym czasie pułk stacjonował w lesie na południowy wschód od miejscowości Mordy. Tam 21 października 1944 żołnierze pułku złożyli przysięgę. Jednostka wchodziła w skład 8 Dywizji Piechoty i była organizowana w oparciu o sowiecki etat nr 04/501 pułku strzelców gwardii.

## Działania bojowe
Od chwili sformowania do zakończenia wojny pułk walczył w składzie 8 Dywizji Piechoty. W czasie forsowania Nysy, działając na głównym kierunku natarcia dywizji, uchwycił przyczółek pod Rothenburgiem. Następnie toczył walki pod Geheege, Nieder Horka, Kollm, Jänkendorf i Diehsa. Bronił się pod Ödernitz, Niesky, Budziszynem, Grossdubrau, Grosswelka i Cölln, gdzie poniósł dotkliwe straty. Na północ od Budziszyna, gdzie działając pojedynczymi batalionami współdziałał z pododdziałami 1 KPanc. I batalion 34 pp ochraniał sztab 2 Armii WP w rej. Kleinwelka. W operacji praskiej pułk walczył pod Lobendavą i Mikulašovicami. Szlak bojowy zakończył pod miejscowością Ušték.

## Okres powojenny
20 maja 1945 dowódca pułku wysłał na samochodach grupę operacyjną, która miała jak najszybciej wystawić posterunek na moście na Odrze w Krośnie Odrzańskim.
Od 28 maja 1945 pułk ochraniał zachodnią granicę Polski od Sadzarzewic do Zasiek. Sztab pułku stacjonował w Brodach. I batalion pułku zorganizował na odcinku od Sadzarzewic do Strzegowa, strażnice w Sadzarzewicach, Markosicach i Późnej; II batalion na odcinku od Strzegowa do Janiszowic zorganizował strażnice na południowy zachód od Strzegowa, w Mielnie, w lesie na południe od Mielna i w Janiszowicach, a III batalion ochraniał odcinek do Zasiek i zorganizował jedną strażnicę.
12 lipca 1945 I batalion pułku przybył do Sanoka i został zakwaterowany w miejscowych koszarach, do 1939 należących do 2 pułku strzelców podhalańskich.
Na podstawie rozkazu nr 295 Naczelnego Dowódcy Wojska Polskiego z 28 sierpnia 1945 pułk otrzymał nazwę wyróżniającą „Budziszyński”.
W 1945 na bazie pułku została sformowana 38 komenda odcinka Komańcza.
25 stycznia, 28 marca i 13 kwietnia 1946 we wsi Zawadka Morochowska żołnierze pułku dopuścili się zbrodni wojennej na ukraińskiej ludności cywilnej.
Na podstawie rozkazu organizacyjnego nr 053/Org. Naczelnego Dowódcy WP z 30 marca 1946 pułk otrzymał numer jednostki wojskowej „2873”.
Po zakończeniu wojny pułk stacjonował w Łodzi (Łódzki Okręg Wojskowy).
28 marca 1947, w Lesku pułk był inspekcjonowany przez II wiceministra Obrony Narodowej, generała broni Karola Świerczewskiego, który następnego dnia zginął w zasadzce zorganizowanej przez żołnierzy UPA.
Jednostka wzięła udział w akcji „Wisła”. W tym okresie pułkiem dowodził płk Jan Gerhard. Wówczas sztab pułku funkcjonował w Wańkowej.
W dniach 7–9 czerwca 1949 jednostka została dyslokowana do garnizonu Słupsk (Pomorski Okręg Wojskowy), gdzie zajęła koszary przy ulicy Rokossowskiego 61. W tym samym oddział został przeformowany w 34 Budziszyński zmotoryzowany pułk piechoty.
W 1950 jednostka została podporządkowana dowódcy 16 Kaszubskiej Dywizji Zmechanizowanej i przeformowana w 34 Budziszyński pułk zmechanizowany. W październiku 1952 pułk został podporządkowany dowódcy 8 Drezdeńskiej Dywizji Zmechanizowanej.
Jesienią 1958 jednostka została przeformowana w 34 Budziszyński pułk piechoty i włączona w skład 23 Dywizji Piechoty.
W 1963 jednostka została przeformowana w 34 Budziszyński pułk desantowy.

## Żołnierze pułku
Dowódcy pułku
- mjr / ppłk Stanisław Pluto (28 sierpnia 1944 – 1946)
- płk Jan Gerhard (od 1946)
- mjr Józef Kamiński
- Kazimierz Makarewicz (1956–1957)
- Julian Baranowski

Zastępcy dowódcy pułku
- ppłk Jan Gerhard
- mjr Emil Cimura

Szefowie sztabu
- kpt. Wacław Warzywniak (do września 1944)
- kpt. Jan Grablis
- por. Leon Bereznicki
- p.o. mjr Antoni Szwander
- por. Tadeusz Pawlikowski

Odznaczeni Order Krzyża Grunwaldu III klasy
(do 31 grudnia 1946)
- por. Mieczysław Walesiuk – pośmiertnie
- ppor. Czesław Zaprawa

Odznaczeni Krzyżem Srebrnym Orderu Virtuti Militari
(do 31 grudnia 1946)
- por. Lubomir Ciesielski
- strz. Jan Goryl – pośmiertnie[a]
- mjr Józef Kamiński
- ppor. Józef Karwowski (pośmiertnie)[14]

## Sztandar pułku
Pułk otrzymał sztandar prawdopodobnie w dniu przysięgi, 22 października 1944.
Opis sztandaru:

Płat o wymiarach 98 × 124 cm, obszyty z trzech stron frędzlą złotą i przymocowany do drzewca za pomocą dziewięciu kółek. Drzewce z ciemno politurowanego drewna. Głowica w kształcie orła wspartego na kuli, która umieszczona jest na cokole skrzynkowym.
Strona główna:

Na czerwonym polu, aplikowany i haftowany biało-złoty orzeł. W prawym dolnym rogu haftowana biało-złotą nicią cyfra „34”.
Strona odwrotna:

Na białym polu biało-złotą nicią haftowany napis „HONOR I OJCZYZNA”. W prawym dolnym rogu haftowana biało-złotą nicią cyfra „34”.